# Église Saints-Côme-et-Damien-du-Pont
L'église Saints-Côme-et-Damien-du-Pont (en langue russe : Церковь Косьмы и Дамиана с Примостья), est une église orthodoxe de Pskov, en Russie. C'est un édifice historique et remarquable des XVe siècle et XVIe siècle. Il est situé dans la rue Léon Pozemski, dans le quartier de Zapskove. Son image est importante dans ce quartier, avec sa puissante abside ornée d'une frise d'arcature. Les Saints Côme et Damien sont des frères qui ont souffert ensemble le martyre sous Dioclétien, en 303 ou 310. Ils sont devenus patrons des chirurgiens, des médecins et des pharmaciens.  

## Galerie de photographies

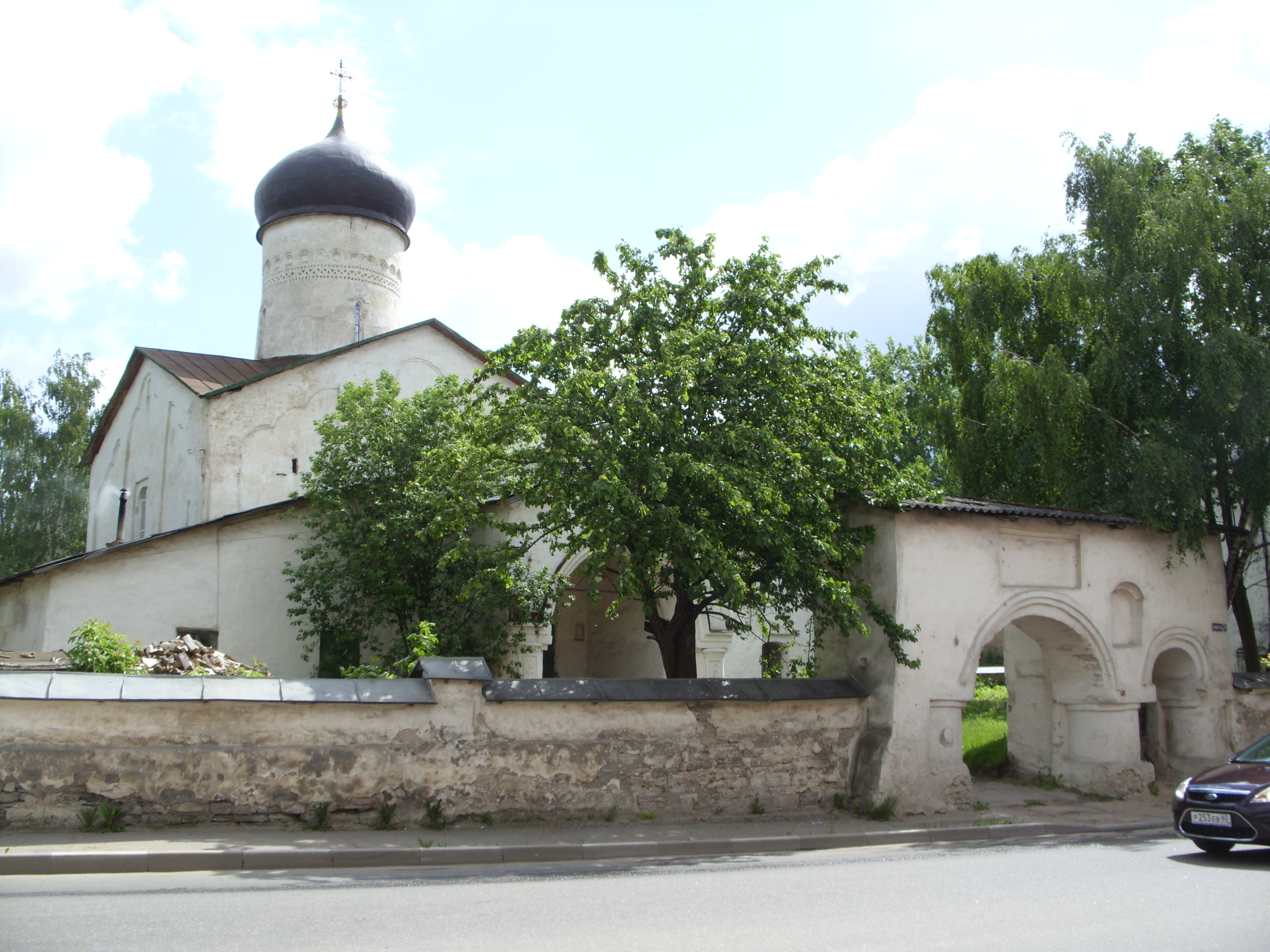
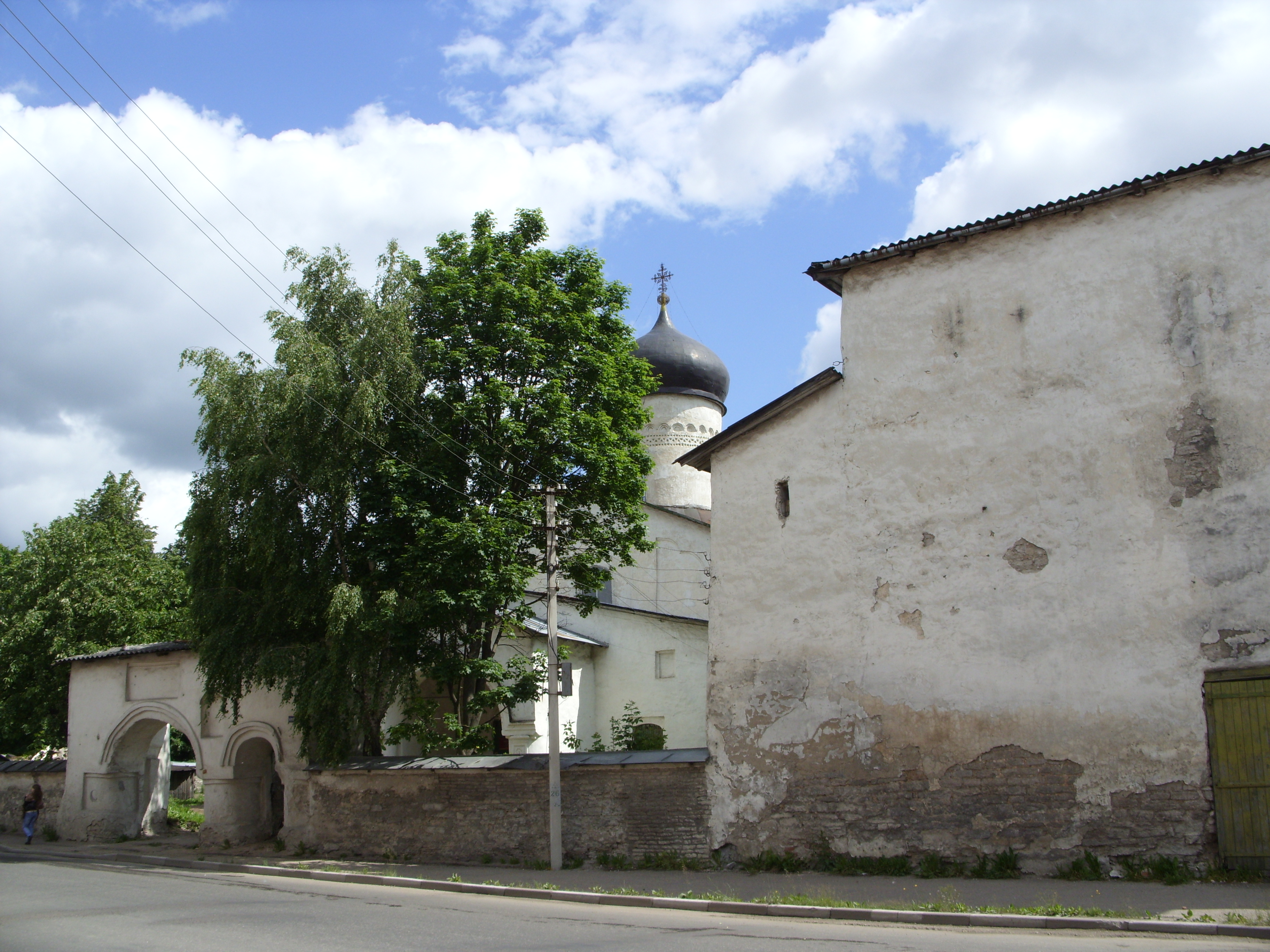
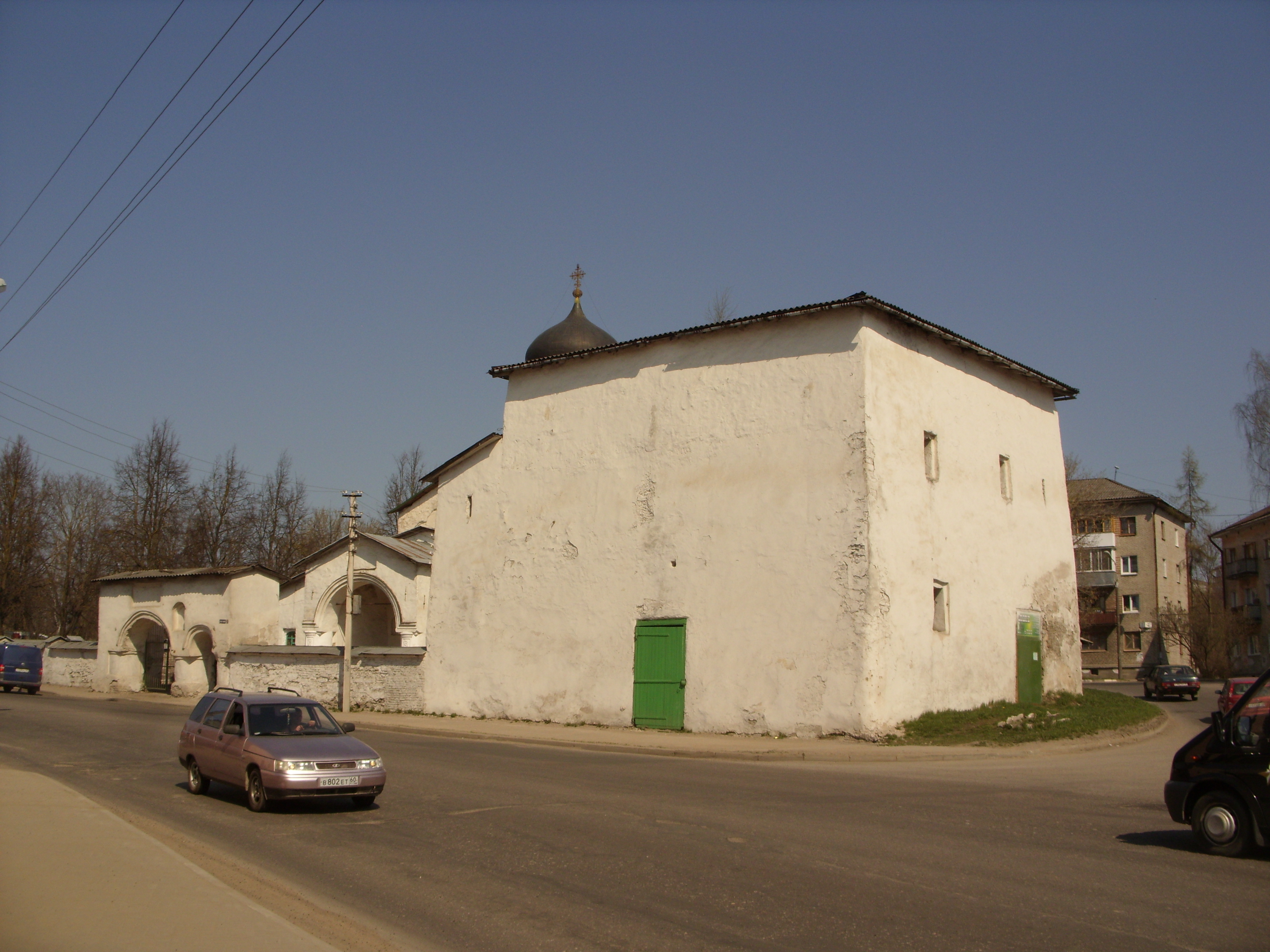
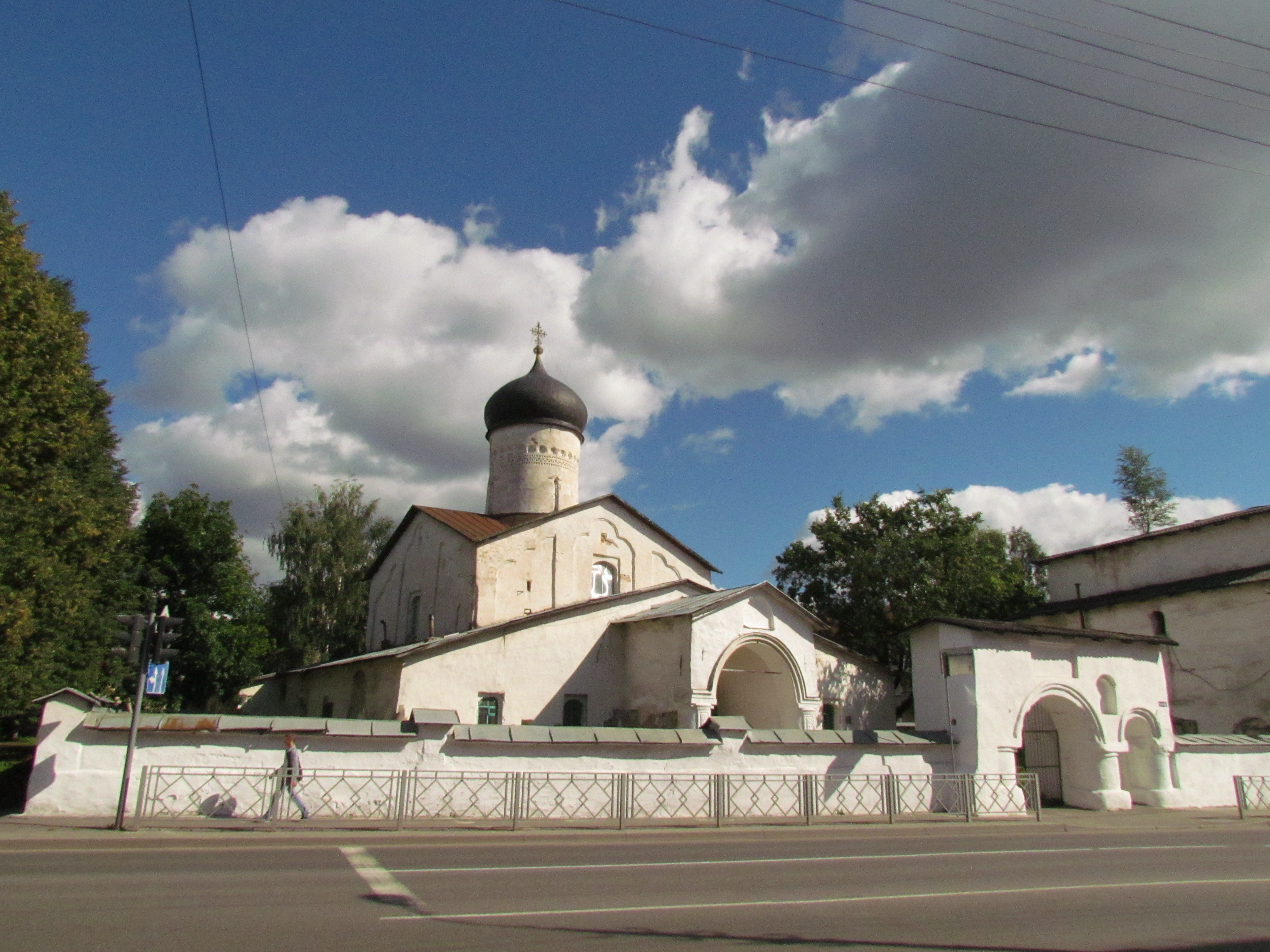

## Description
L'ensemble est à quatre piliers, trois absides (les deux absides des côtés sont rectangulaires). À l'origine, la toiture avait seize pans et non huit comme aujourd'hui. Ces pans forment quatre larges pignons, surmontés d'un tambour, couronné d'un petit dôme. Des pilastres plats soutiennent les arcs des voûtes. Les façades sont divisées en trois travées, surmontées d'arcs trilobés . Les fenêtres anciennes sont minuscules et ressemblent à des meurtrières. Les plus grandes sont de percement plus récent. Les absidioles à plan rectangulaire, étayées d'annexes basses à pente unique, font penser à des contreforts qui élargissent l'ensemble. Deux chapelles sont accolées : au nord celle de saint Mitrophane de Voronej datant de 1833, et au sud celle de saint Sava de 1640. À proximité de l'église, se trouve un clocher séparé. Les bâtiments sont entourés d'une clôture basse, avec deux ouvertures pour le passage.
La construction est faite de dalles de calcaire, recouvertes de plâtre et blanchies.

### Dimensions
La surface au sol fait 15 x 19 mètres; la hauteur jusqu'à la coupole 30 mètres. En comprenant les galeries et le porche la longueur atteint 20 mètres. Le clocher a une hauteur de 18 mètres et une surface de 15 sur 18 mètres.  

## Histoire
- En 1458 : première mention de l'église du fait d'un incendie.
- En 1462 : construction d'une nouvelle église.
- En 1507 : incendie du quartier de Zapskove. Explosion de tonneaux de poudre qui mettent le feu à l'ensemble.
- En 1960 : une résolution du conseil des ministres de la République socialiste fédérative soviétique de Russie a classé l'édifice comme étant d'intérêt culturel et historique national.
- Après la Seconde Guerre mondiale et jusqu'en 2008 un atelier de reliure a été localisé dans l'église.
- Le 14 novembre 2008 : après des années d'abandon l'église s'ouvre a des offices de prière.
- En 2009 : la restauration du patrimoine culturel de la région de Pskov s'est vu allouer un budget de plus de 44 millions de roubles. Ce financement est le résultat d'un programme fédérale ciblé, appelé "Culture de la Russie (2006-2011)". Un montant de 2 millions de roubles a été prélevé sur le montant total pour la restauration de l'église Saints-Côme-et-Damien-du-Pont.

## Sources
- Iouri Spegalsky. Pskov / Псков. Л.-М.: «Искусство». 1978 г. (Série « Architecture des édifices des villes d'URSS»).